# Шпиро Мугоша
Шпиро Мугоша (Подгорица , 10. децембар 1904 — Купрес, 13. август 1942) био је учесник Народноослободилачке борбе и народни херој Југославије.

## Биографија
Рођен је 10. децембра 1904. у Подгорици. Потицао је из радничке породице. Основну школу и шест разреда гимназије завршио је у родном граду, а потом је похађао Државну порезничку школу у Београду. Професионалну каријеру почео је као порески чиновник, а касније је радио на пословима пореске (финансијске) струке. Његова главна преокупација био је глумачки позив, којим се активно бавио још од ђачких дана. Као глумац и редитељ, најдуже је радио у аматерском позоришном друштву „Напредак” у Подгорици, чији су чланови углавном били радници. Извесно време, током 1935. и 1936,  радио је као професионални глумац и секретар Народног позоришта у Цетињу. Под утицајем левичарски оријентисаних књижевника, на сцену је постављао дела с напредном, социјалном, хуманистичком и антиратном тематиком.
Поред глуме, бавио се и новинарством. Највише је сарађивао у листу Зета, који је излазио у Подгорици, у коме је извесно време био и уредник рубрике „Наша недеља”, затим у Ловећенском одјеку, Слободној мисли и низу других југословенских листова. Био је ангажован и као спортиста, а све више се истицао и у политичком животу. Због демократских схватања и прогресивне политичке оријентације, био је изложен честим премештајима, а понекад је остајао и без службе. Од 1926, када је ступио у финансијску службу, па до почетка рата 1941, службовао је у Пећи, Кавадару, Подгорици, Цетињу, Тешњу, Прешеву, опет Подгорици, Ђаковици, Шавнику, Цетињу, Сјеници и Подгорици. Најдуже је боравио у Подгорици и Цетињу. И кад је службовао у другим местима, често је долазио у Подгорицу и на Цетиње, користио је и боловања, како би активно радио у овдашњим културно-уметничким друштвима, које су му давале могућности за културни рад и афирмацију.
Делујући кроз разна културно-уметничка друштва, повезао се са комунистима, али формално није био члан Комунистичке партије Југославије (КПЈ). Иако није био члан КПЈ, ухапшен је 1936. у великој полицијској провали у партијску организацију Црне Горе. Тада је затваран и мучен у дубровачком и сарајевском истражном затвору. Након пуштања из притвора, крајем 1936. наставио је са револуционарним радом. Као напредни друштвено-политички и културни радник, највећу активност у предратним годинама испољио је у Подгорици. Био је један од организатора и носилаца културних манифестација с изразито револуционарним политичким значењем.
Учествовао је у Априлском рату 1941, а након капитулације Југословенске војске утицао је на војнике да сачувају оружје, јер ће им требати за предстојеће догађаје. Након окупације Југославије, активно се укључио у припреме за оружани устанак, које је вршила Комунистичка партија. Учествовао је у Тринаестојулском устанку, током кога је примљен у чланство Комунистичке партије Југославије. Од почетка Народноослободилачке борбе налазио се на руководећим војним дужностима. Најпре је био командир Подгоричке устаничке чете, потом заменик команданта герилских одреда за Подгорицу, Зету, Љешкопоље и Доњу љешанску нахију, командант Љешкопољског батаљона, командант Зетског батаљона Црногорског НОП одреда за операције у Санџаку, командант Првог црногорског комбинованог батаљона Црногорско-санџачког НОП одреда, командант Љешкопољско-љешанско-подгоричког батаљона, заменик команданта Ловћенског одреда и заменик команданта Четврте црногорске пролетерске ударне бригаде.
У току похода пролетерских бригада у Босанску крајину, у лето 1942. Четврта пролетерска бригада, заједно са другим партизанским бригадама, извршила је напад на Купрес, који је био јако усташко упориште. У току напада на Купрес, у ноћи 13/14. августа 1942, поверен му је задатак да, у својству заменика команданта Четврте пролетерске бригаде, руководи нападом на ово усташко упориште. У општем јуришу, са борцима Првог батаљоном, продро је у град, а затим се са пратњом од једанаест курира, једном болничарком и водичем из околине Купреса утврдио у једној кући, сматрајући да му је одатле погодно да руководи борбом и обједињава дејства јединица. Услед упорног усташког отпора, партизанске јединице нису успеле да заузму Купрес и у току ноћи су се морале повући. Заједно са својом пратњом, Мугоша је остао забарикадиран у кући коју је заузео. Када су усташе опколиле кућу, давали су отпор до посљедњег метка.
Указом Врховног штаба НОП и ДВЈ, одмах након погибије, августа 1942. проглашен је за народног хероја, међу првим борцима НОВ и ПОЈ (први је народни херој из Црне Горе). У „Билтену Врховног штаба“ бр 17-19 о проглашењу Шпирa Мугоше за народног хероја пише:
| „ | Додељује се назив народног хероја другу Шпири Мугоши, команданту једног батаљона НОПУ бригаде, који је погинуо јуначком смрћу код Купреса 15. августа. Друг Шпиро Мугоша био је познат у редовима црногорских бораца и читавог црногорског народа као неустрашиви борац и вјерни син свога народа, који је од самог почетка предњачио својим јунаштвом у Народноослободилачкој борби. | ” |